# Martin Jiránek
Martin Jiránek, češki nogometaš, * 25. maj 1979, Praga, Češkoslovaška.
Jiránek trenutno igra za Červené Janovice in je nekdanji član češke nogometne reprezentance.